# Julián Quetglas
Julián Quetglas (Córdoba, 2 de febrero de 2000) es un jugador de rugby Argentino.

## Trayectoria
Quetglas, también conocido como el "Mono", comenzó a jugar al rugby a la edad de cuatro años en el Córdoba Athetic Club. Luego, a la edad de catorce años cambió de club y comenzó a jugar en La Tablada.
En el 2018 consiguió la medalla de oro junto al seleccionado juvenil de seven de menores de 18 años, Los Pumitas, en los Juegos Olímpicos de la Juventud Buenos Aires. La medalla dorada olímpica es la primera en la historia del rugby argentino.
En el 2019 participó del Mundial Juvenil menores de 20 años, en Rosario, Santa fe, en Argentina, quedando en el 4.º puesto.

## Reconocimientos
En 2018 Quetglas recibió el Premio Estímulo 2018 en reconocimiento al compromiso, dedicación y talento deportivo. Dicho premio es otorgado por el diario La Voz del Interior.

## Vida personal
El rugby es una tradición en la familia de Quetglas. Eduardo “el Mono” Quetglas, su abuelo, ganó decenas de campeonatos con el Club Atlético Universitario. En tanto, su padre, Eduardo “el Mono II” Quetglas también hizo una gran carrera en Córdoba Athetic Club, el seleccionado de Córdoba y participó de diferentes procesos en Los Pumas 15 y Seven.